# Otto Pettersson (fotograf)

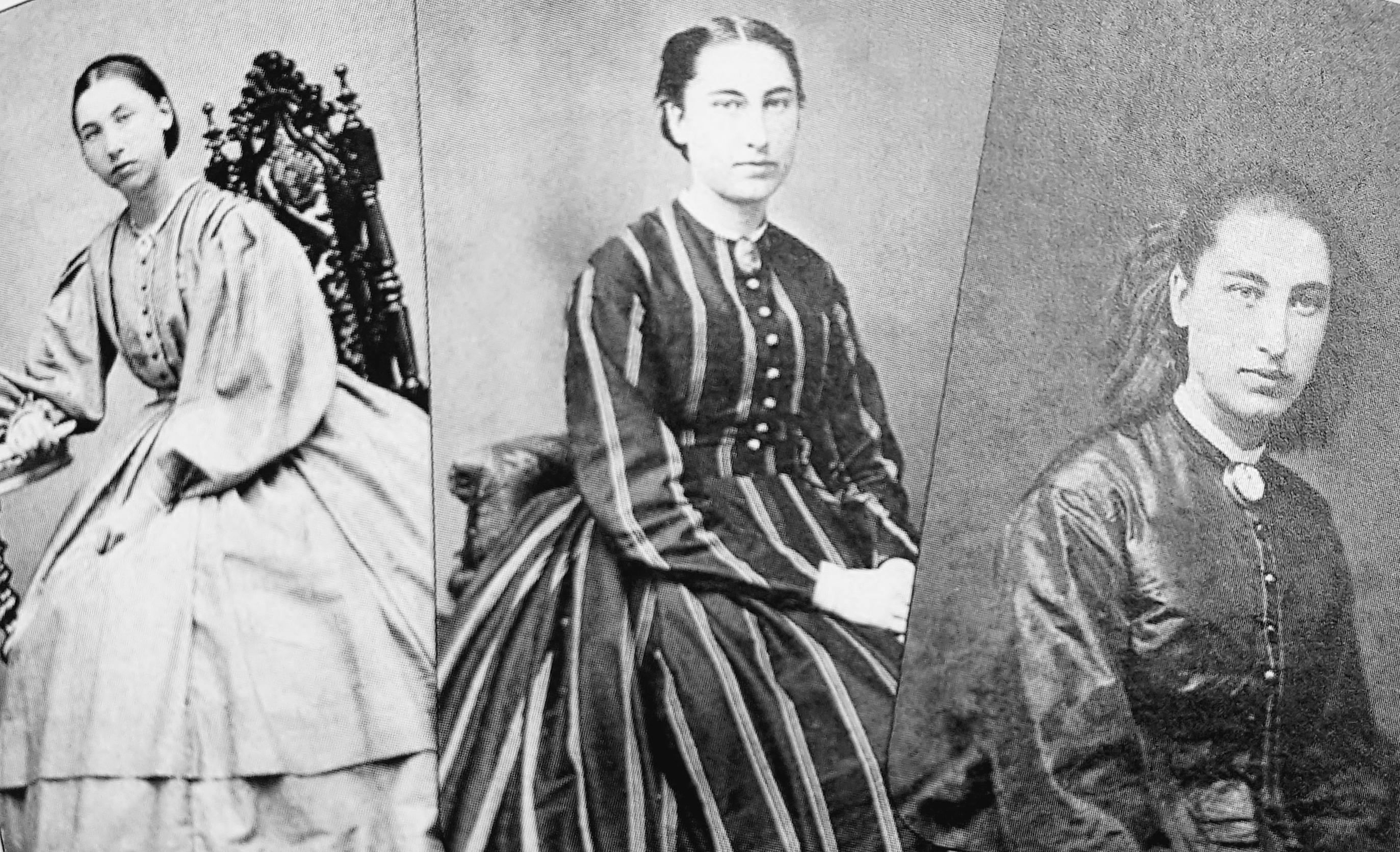
Victoria Benedictsson porträtterad av Otto Pettersson

Otto Rudolph Lucius Pettersson, född 17 oktober 1831 i Lund, död 11 december 1888 i Lund, var en svensk fotograf. Han var gift med fotografen Elise Pettersson  samt far till fotografen Rudolf Pettersson och farfar till fotografen Arthur Rube. 

## Biografi
Otto Pettersson föddes 1831 i Lund som son till skomakaren Anders Petersson och Johanna Holmström.  Omkring 1853 blev han bokhandlare i staden. Han gifte sig 17 oktober 1857 med Elise Lundgren (1839–1911). Familjen flyttade 1862 till Älmhult där han var handelsman. År 1865 återflyttade familjen till Lund, där han etablerade sig som fotograf.
Pettersson drev fotoateljéer i Lund och Malmö och har för eftervärlden blivit mest känd för de ungdomsporträtt han tog av Victoria Benedictsson. Han var verksam i Lund 1865–1880 och startade en filial i Malmö som han drev fram till sin död 1888. Hans änka Elise Pettersson fortsatte med verksamheten i Malmö men drev även en filial i Hässleholm. Pettersson är representerad med fotografier vid bland annat Kalmar läns museum, Helsingborgs museum och Nordiska museet. Makarna Pettersson är begravda på Östra kyrkogården i Lund.